# Bajszos sármány
A bajszos sármány (Emberiza cia) a madarak osztályának verébalakúak (Passeriformes) rendjébe és a sármányfélék (Emberizidae) családjába tartozó faj.

## Rendszerezése
A fajt Carl von Linné svéd természettudós írta le 1766-ban.

## Alfajai
- Emberiza cia cia Linnaeus, 1766
- Emberiza cia flemingorum J. Martens, 1972
- Emberiza cia hordei C. L. Brehm, 1831
- Emberiza cia par Hartert, 1904
- Emberizaa cia prageri Laubmann, 1915
- Emberiza cia stracheyi F. Moore, 1856[2]

## Előfordulása
Európa  középső és déli részén, a Földközi-tenger környékén, Ázsia keleti és középső részén és  Észak-Afrikában él. 
Természetes élőhelyei a nyílt napos területek, de szüksége van rejtőzködésre alkalmas sövényre vagy bokorra. A hegyekbe is magasan felhatol, fészkelőhelyén állandó, de kóborol.

### Kárpát-medencei előfordulása
Magyarországon állandó és rendszeresen fészkelő, kis egyedszámban a Budai-hegységben és az Északi-középhegység néhány pontján.

## Megjelenése
Testhossza 15-16,5 centiméter, szárnyfesztávolsága 21-27 centiméter, testtömege 21-29 gramm. A hímnek szürkésfehér alapon feketén csíkozott feje van, a tojónak egyszerűbb színei vannak.
|  |

## Életmódja
Elsősorban fűfélék és gyomok apró magvaival, nyáron rovarokkal táplálkozik, melyeket a bokrok ágairól gyűjt össze. A fiókákat elsősorban hernyókkal, pókokkal, szöcske- és sáskalárvákkal eteti.

## Szaporodása
Talajon sziklák védelmében, vagy sziklák repedésébe építi fészkét. Évente kétszer költ, fészekalja 4-5 tojásból áll, melyen 12-14 napig kotlik. A fiókák kirepülési ideje még 10-13 nap. Mindkét szülő kotlik és a táplálásban is részt vesz.
|  |

## Természetvédelmi helyzete
Az elterjedési területe rendkívül nagy, egyedszáma pedig növekszik. A Természetvédelmi Világszövetség Vörös listáján nem fenyegetett fajként szerepel. Európában nem fenyegetett fajként van nyilvántartva, Magyarországon fokozottan védett, természetvédelmi értéke 100 000 Ft. Fészkelő-állománya 400-700 párra tehető. (2008-2012) 